# Oricon
 Oricon Inc. (株式会社オリコン, Kabushiki-gaisha Orikon), establerta el 1999, és la societat de cartera al capdavant d'un grup d'empreses japonès que ofereix estadístiques i informació sobre la música i la indústria musical al Japó i la música occidental. Va començar com a Original Confidence Inc. (株式会社オリジナルコンフィデンス, Kabushiki-gaisha Orijinaru Konfidensu), que va ser fundada per Sōkō Koike el novembre de 1967 i es va fer coneguda per les seves llistes d'èxits musicals. Oricon Inc. es va crear originalment com a subsidiària d'Original Confidence i es va fer càrrec de les llistes de discos d'Oricon d'aquest últim l'abril de 2002.
Els gràfics s'elaboren a partir de dades extretes d'uns 39.700 punts de venda (a l'abril de 2011) i proporcionen rànquings de vendes de CD de música, DVD, jocs electrònics i altres productes d'entreteniment basats en tabulacions setmanals. Els resultats s'anuncien cada dimarts i són publicats a Oricon Style per part de la filial Oricon Entertainment Inc. El grup també enumera les classificacions de popularitat basades en enquestes de panells per als anuncis de televisió al seu lloc web oficial.
Oricon va començar a publicar llistes combinades, que inclouen vendes de CD, vendes digitals i streaming junts, el 19 de desembre de 2018.

## Història
Original Confidence Inc., l'empresa original d'Oricon, va ser fundada per l'antic promotor de Snow Brand Milk Products Sōkō Koike el 1967. Aquell novembre, la companyia va començar a publicar un gràfic de senzills de manera experimental. Titulat Sōgō Geinō Shijō Chōsa (総合芸能市場調査, enquestes dels mercats totals de l'entreteniment), es va oficialitzar el 4 de gener de 1968.
Igual que les llistes de música japoneses anteriors proporcionades per Tokushin Music Report que es van iniciar el 1962, Original Confidence era una revista d'informació exclusiva només per a la gent que treballava en la indústria musical. A la dècada de 1970, Koike va anunciar els gràfics de la seva empresa per fer que la seva existència prevalgués entre el públic japonès. Gràcies als seus intensos esforços promocionals a través de diversos mitjans, inclosos programes de televisió, la llista d'èxits es va fer coneguda per la seva abreviatura "Oricon" a finals dels anys setanta.
L'empresa va escurçar el seu nom a Oricon el 1992 i es va dividir en un holding i diverses filials el 1999. Des de la mort de Sōkō Koike, Oricon ha estat gestionat pels familiars del fundador.

## Rànquings

### Rànquings actuals
- Llista de senzills (des del 4 de gener de 1968)
- Llista d'àlbums (des del 5 d'octubre de 1987)
- Llista de karaoke (des del 26 de desembre de 1994)
- Llista de DVD (des del 5 d'abril de 1999)
- Lliste de llibres (des del 7 d'abril de 2008)
- Llista de còmics (des de 6 de febrer de 1995 al 26 de març de 2001 i des del 7 d'abril de 2008 fins a l'actualitat)
- Llista de Bunkobon (des del 7 d'abril de 2008)
- Llista de discos Blu-ray (des del 7 de setembre de 2008)
- Llista de discos de DVD i Blu-ray de música (des del 14 d'octubre de 2013)
- Llista de catàlegs d'àlbums de llarg èxit (des del 2 d'abril de 2001)
- Llista d'àlbums digitals (des del 14 de novembre de 2016)[5]
- Llista de singles digitals (des del 25 de desembre de 2017)[6]
- Gràfic de reproducció en temps real (des del 24 de desembre de 2018)[7]
- Llista d'àlbums combinats (des del 24 de desembre de 2018)[7]
- Llista de singles combinats (des del 24 de desembre de 2018)[7]

### Rànquings antics
- Llista d'LP (des del 5 de gener de 1970 al 27 de novembre de 1989)
- Llista de CT (des del 2 de desembre de 1974 al 24 d'abril de 1978)
- Carta de cartutxos (des del 2 de desembre de 1974 al 24 d'abril de 1978)
- Llista de CD (des del 6 de febrer de 1984 al 21 d'abril de 1997)
- Llista de LD (des del 6 de febrer de 1984 al 31 de gener de 2000)
- Llista de venda de vídeos (des del 6 de febrer de 1984 al 30 de maig de 2005)
- Llista VHD (des del 6 de febrer de 1984 al 27 de novembre de 1989)
- Llista de MD (el 1994)
- Llista de programari de jocs (des del 20 de febrer de 1995 al 28 de novembre de 2005)
- Llista de formats per a tots els gèneres (des del 24 de maig de 1984 al 2 d'abril de 2001)
- Llista de nous mitjans (des del gener de 2004 al 2005)
- Llista de pistes (des del 6 de setembre de 2004 al 31 d'agost de 2008)